# 海南蛇根草
海南蛇根草（学名：Ophiorrhiza hainanensis）是茜草科蛇根草属的植物，为中国的特有植物。分布于中国大陆的海南等地，生长于海拔1,300米的地区，一般生长在密林下，目前尚未由人工引种栽培。
其种加词“hainanensis”意为“海南的”。